# Vinçens Prennushi
Vinçens Prennushi (1885 - 1949), est un religieux franciscain albanais, archevêque de Durrës et primat d'Albanie, qui est mort assassiné in odium fidei. Reconnu comme martyr par l'Église catholique, il est béatifié à Skhoder, le 5 novembre 2016, en compagnie de 37 autres martyrs du régime communiste albanais.

## Biographie
Né à Shkodër le 4 septembre 1885, Vinçens Prennushi effectue des études de théologie et de philosophie en Autriche. Il parle couramment plusieurs langues, dont l'allemand.
Comme écrivain, il publie en 1911 Kangë popullore gegnishte, premier volume de Visaret e kombit (« Voir la nation »), puis Fjala e Zotit (« La Parole du Seigneur ») en 1918, et Ndër lamijet e demokracisë së vërtetë (sur la démocratie) en 1924. Il est de plus le traducteur de plusieurs ouvrages de Dante, Wisseman, Sienkiewicz, et d'autres auteurs.
Devenu évêque et primat d'Albanie, il refuse le projet de Hoxha de créer une Église albanaise indépendante, par fidélité au pape et à sa foi catholique. Il continue ainsi de mener dans la clandestinité l'Eglise en Albanie, au péril de sa vie. 
Condamné en 1947 à 20 ans de prison, il meurt deux ans plus tard le 19 mars 1949, à cause d'asthme, après avoir été torturé. Il est inhumé dans la cathédrale Sainte-Lucie de Durrës. 

## Béatification
- 2002 : ouverture de la cause en béatification dans le diocèse de Shkodër
- 26 avril 2016 : le pape François lui attribue le titre de martyr de la foi et signe le décret de béatification[3].
- 5 novembre 2016 : il est béatifié à Skhoder, en compagnie de 37 autres martyrs du régime communiste albanais.

## Autres hommages
- Une rue porte son nom à Durrës en Albanie[4].
- Il est reconnu « martyr de la démocratie » en mai 1993[1].